# Consiliul Croat de Apărare

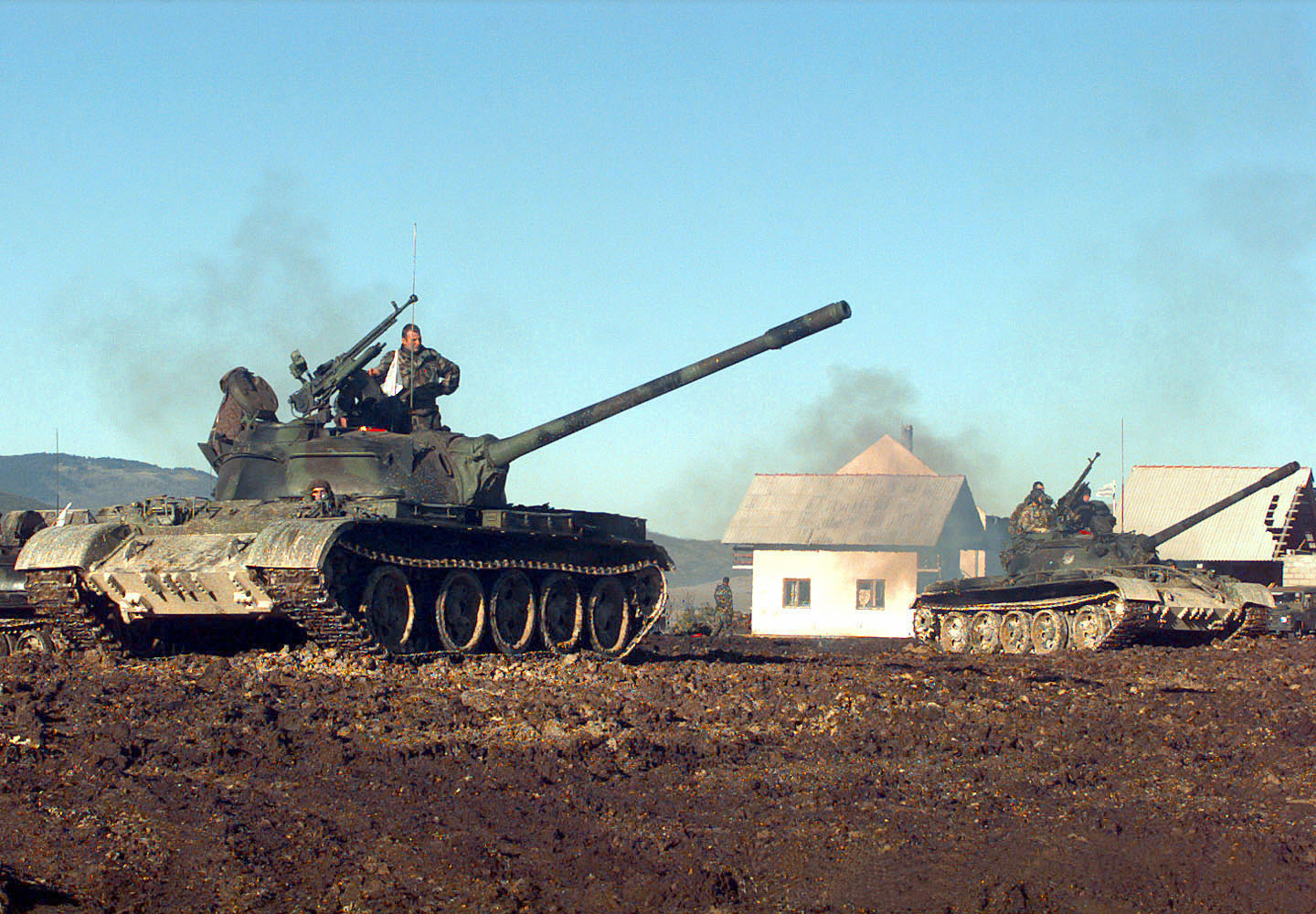
Tancuri HVO T-55

Consiliul Croat de Apărare (în croată Hrvatsko vijeće obrane sau HVO) a fost formațiunea militară oficială a Republicii Croația Herzeg-Bosnia, o entitate nerecunoscută care a existat în Bosnia și Herțegovina între 1991 și 1996, în timpul Războiului din Bosniac. Consiliul Croat de Apărare a fost principala forță militară a croaților din Bosnia și Herțegovina . 
În faza inițială a războiului din Bosnia, Consiliul Croat de Apărare a luptat alături de Armata Republicii Bosnia și Herțegovina (ARBiH) împotriva sârbilor bosniaci, dar în ultima etapă a conflictului s-a confruntat cu fostul său aliat (ARBiH), în special în zona Mostar.
Consiliul Croat de Apărare a fost încorporat în Armata Federației din Bosnia și Herțegovina (VFBiH) în decembrie 1995, în urma unui acord încheiat după semnarea acordurilor de la Dayton. În decembrie 2005, Consiliul Croat de Apărare a fost reorganizat ca Regimentul 1 Infanterie (Gardă) al Forțelor Armate din Bosnia și Herțegovina, după ce Armata Federației din Bosnia și Herțegovina și Armata Republicii Srpska au fost unite într-o singură forță armată. 

## Istorie
Consiliul Croat de Apărare a fost înființat la 8 aprilie 1992 în Grude de către conducerea politică a croaților, în principal de membri ai Uniunii Democrate Croate (Hrvatska Demokratska Zajednica) ca o formațiune militară din Herțeg-Bosnia. 

## Comandanți
- Aprilie 1992 -?, general de brigadă Milivoj Petković;
- Iulie - noiembrie 1993, general-maior Slobodan Praljak;
- Noiembrie 1993 -?, general-locotenent Ante Roso;
- ? - august 1994 general maior Milivoj Petković;
- August 1994 - noiembrie 1995, general-maior Tihomir Blaškić.

## Organizare

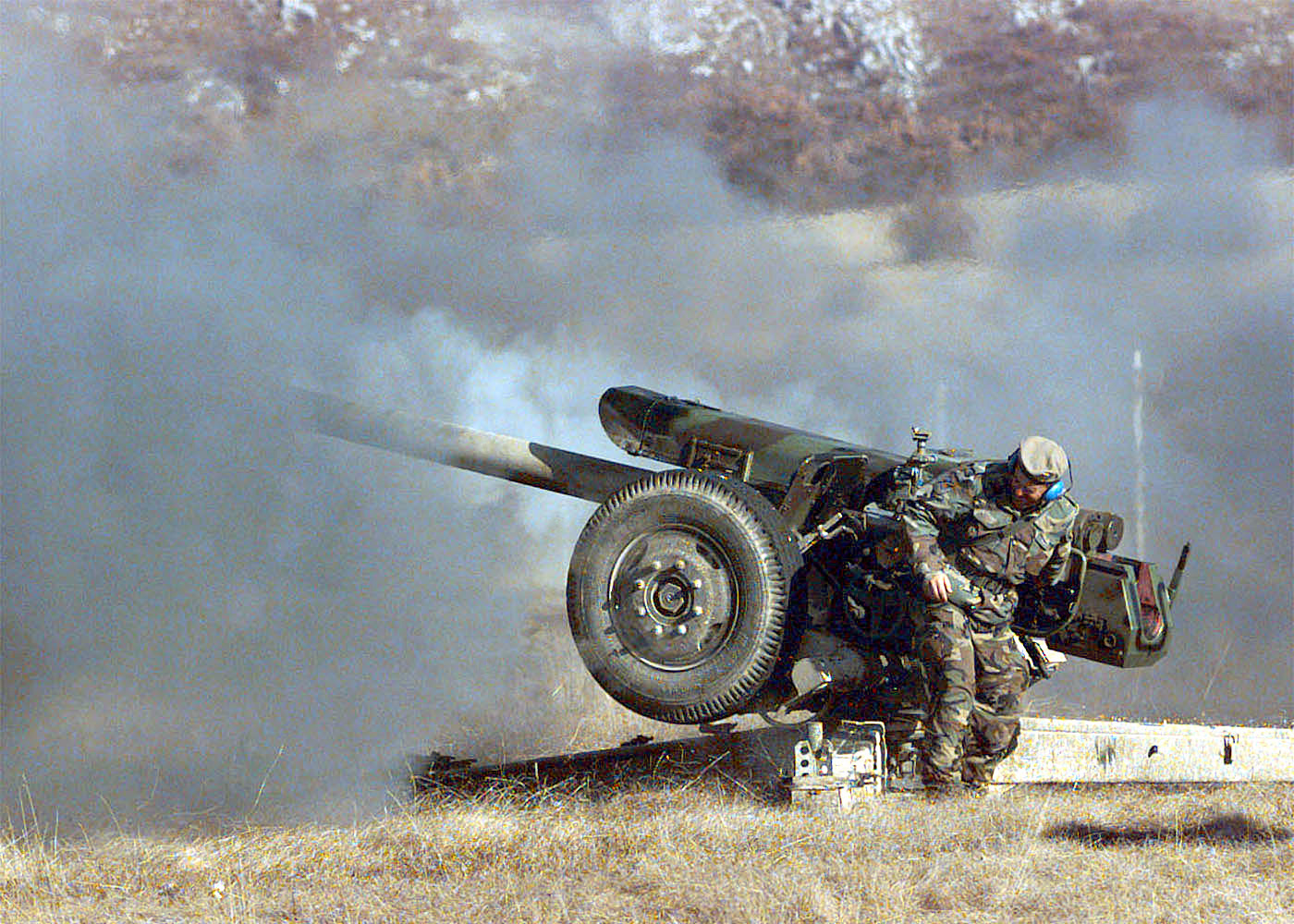
Obuzier Hitz O 122mm D-30J în timpul unui exercițiu

Consiliul Croat de Apărare a avut cartierul general în Mostar și a fost împărțit în patru zone operaționale (OZ) cu statut de corp: 1OZ / Sud-Est (Herțegovina) și 2OZ / Nord-Vest- Herțegovina, 3OZ / Bosnia Centrală și 4OZ / Posavina. În timp ce primele trei zone au fost grupate mai mult sau mai puțin împreună, Posavina a fost complet izolată în nordul Bosniei, pe malul drept al râului Sava, în jurul orașului Orašje, și a fost complet dependentă de sprijinul Croației. De asemenea, a existat un sediu al Consiliului Croat de Apărare în enclava Bihać, care a făcut legătura cu corpul 5 al Armatei Republicii Bosnia și Herțegovina. Fiecare zonă operațională OZ a controlat 8-14 brigăzi de infanterie, un batalion de poliție militară și un „batalion ușor de asalt”. 
Consiliul Croat de Apărare a inclus, de asemenea, Regimentul Ante Bruno Bušić, două batalioane de infanterie independente, un batalion de artilerie antiaeriană, Forțe Speciale și unități de artilerie. 

### Brigăzi de gardă
- 1. Brigada de Gardă "Bruno Bušić"
- 2. Brigada de Gardă
- 3. Brigada de Gardă „Falcii”
- 4. Brigada de Gardă „Fiii lui Posavina”

Brigăzile de gardă s-au ocupat de armele grele ale Consiliul Croat de Apărare. 
Consiliul Croat de Apărare a avut în jur de 50 de tancuri, 400 de piese de artilerie și 200 de transportoare blindate de trupe. 

### Alte brigăzi
Au fost 38 de brigăzii de infanterie formate din rezerviști, 19 au avut nume și/sau numere și 19 au avut doar nume. Numele au comemorat figuri celebre sau infame din istoria croată și bosniacă. Fiecare brigadă a avut trei sau patru batalioane plus elemente de susținere. Brigăzile 2, 107 și 109 au fost transferate în masă în Armata Republicii Bosnia și Herțegovina datorită majorităților lor musulmane, la fel și contingentul musulman al celei de-a 108-a brigăzi care a continuat să formeze a 108-a brigada motorizată a Armatei Republicii Bosnia și Herțegovina. A 107-a brigadă a devenit a 107-a brigadă de cavalerie a Armatei Republicii Bosnia și Herțegovina, în timp ce a 109-a brigadă a devenit a 109-a Brigadă de munte. 

## Restructurarea din 1993
În 1993, generalul Ante Roso a restructurat Consiliul Croat de Apărare împreună cu liniile armatei croate (HV). Cele patru zone operaționale au fost desemnate drept districtele Mostar, Tomislavgrad, Vitez și Orašje. Orašje a inclus o Bosanska Posavina mult redusă. Au fost formate patru brigăzi de gardă, fiecare condusă de soldați profesioniști cu normă întreagă. 29 de brigăzi au fost reformate ca regimente defensive (pukovnija domobranska), de obicei cu același nume și bază. Patru brigăzi au fost desființate. Poliția militară a fost redusă la o brigadă ușoară de asalt la Mostar. 
Opt unități ale Consiliului Croat de Apărare au servit împreună cu Armata Republicii Bosnia și Herțegovina, în timp ce două brigăzi ale Consiliului Croat de Apărare au fost încorporate forțat în Armata Republicii Bosnia și Herțegovina. A 115-a brigadă a devenit parte a Corpului 2 al Armatei Republicii Bosnia și Herțegovina, în timp ce brigada regelui Tvrtko a devenit parte a Corpului 1 al Armatei Republicii Bosnia și Herțegovina. 

## Forțe aeriene
Forțelele aeriene ale Consiliului Croat de Apărare și artileria antiaerienă au fost formate în 1992 și au fost alcătuite din a 11-a escadrilă combinată, elicoptere și transporturi și al 121-lea escadron de observație care a operat diverse aeronave ușoare civile cu rol de observare și comunicare. A existat, de asemenea, a 14-a unitate de rachete antiaeriene care a operat mai multe sisteme SAM diferite. 